# Smržovka (stacja kolejowa)
Smržovka – stacja kolejowa w Smržovce, w kraju libereckim, w Czechach. Znajduje się na wysokości 600 m n.p.m.
Jest zarządzana przez Správę železnic. Na stacji znajdują się kasy biletowe, na których istnieje możliwość zakupu biletów na wszystkie pociągi w tym międzynarodowe oraz rezerwacji miejsc.

## Linie kolejowe
- 034 Smržovka - Josefův Důl
- 036 Liberec - Tanvald - Harrachov